# ۸۵۲ (خورشیدی)
۸۵۲ هشتصد و پنجاه و دومین سال هجری خورشیدی است.